# Asparagus denudatus
Asparagus denudatus — вид рослин із родини холодкових (Asparagaceae).

## Біоморфологічна характеристика
Це прямовисний гіллястий кущ 100–150 см заввишки, більшу частину часу безлистий. Гілки жолобчасті чи ребристі з шипами 1.5–2 мм завдовжки, голі. Кладодії в пучках по 2–3, завдовжки 6–15 мм (2–4 мм у ПАР). Квітки поодинокі чи в пучках по 2–5, пазушні та кінцеві. Листочки оцвітини білі, 2.5–3.5 × 1–1.5 мм. Ягода червона чи чорна, 4–5 мм у діаметрі, 1-насінна.

## Середовище проживання
Ареал: Танзанія, Кенія, Лесото, ПАР.